# 2 Lupi
Désignations
2 Lupi (en abrégé 2 Lup) est une étoile géante de la constellation australe du Loup, située près de la limite avec celle de la Balance. Elle porte également la désignation de Bayer de f Lupi, 2 Lupi étant sa désignation de Flamsteed. L'étoile est visible à l'œil nu avec une magnitude apparente de 4,33. D'après la mesure de sa parallaxe annuelle par le satellite Hipparcos, elle est distante d'environ ∼ 326 a.l. (∼ 100 pc) de la Terre. Elle se rapproche du Système solaire à une vitesse radiale de −3 km/s.
2 Lupi est une étoile géante rouge évoluée de type spectral K0 IIIa CH-1, avec la notation « CH-1 » indiquant que son spectre présente des raies anormalement faibles en radical CH. Le rayon de l'étoile est 11 fois plus grand que le rayon solaire, elle est 65,6 fois plus lumineuse que le Soleil et sa température de surface est de 4 953 K.